# Twenterand
Twenterand – gmina w północnej Holandii, w prowincji Overijssel.

## Miejscowości
Vriezenveen, Geerdijk, Den Ham, De Pollen, Vroomshoop, Westerhaar-Vriezenveensewijk.